# Jože Žužek
Jože Žužek, slovenski založnik in bibliotekar, * 20. oktober 1911, Strmec, Velike Lašče, † 6. julij 1982, Reteče. 

## Šolanje
Rodil se je v revni kmečki družini kot eden od dvanajstih otrok. Po opravljeni osnovni šoli se je vpisal na Ljubljansko klasično gimnazijo, kjer pa je šolanje po uspešno opravljenih petih razredih prekinil zaradi gmotnih težav. Odločil se je za poklic knjigarja, leta 1935 je opravil tudi trimesečni tečaj v Leipzigu. 

## Delo
Svojo profesionalno pot je Žužek začel let 1932 kot pomočnik pri Novi založbi, leta 1937 pa se je preselil k Jugoslovanski knjigarni v Ljubljani, kjer je bil vodja oddelka.
Pomembno obdobje njegovega življenja se je začelo z letom 1943, ko je ustanovil Založbo Klas in Knjigarno Jože Žužek. Knjižica, ki je izšla ob ustanovitvi, je navajala, da bo namen založbe izdajati »izključno samo domača dela iz lepega slovstva in poljudnega znanstva«. Zbirke založbe Klas so bile tako: Znanstvena knjižnica, leposlovna zbirka Klas, zbirka Poezija in pa otroška zbirka Murenček. V času divjanja druge svetovne vojne so bile okoliščine za izdajanje novih knjig seveda izjemno težavne. Pri založbi je kljub temu izšlo nekaj pomembnih del, denimo leposlovna dela Alojzija Gradnika, Jožeta Dularja, Bogomirja Magajne, znanstvena Antona Breznika in Ivana Grafenauerja, mladinska Lojzeta Zupanca idr. Najambicioznejši projekt založbe Klas pa je bil zbornik Narodopisje Slovencev 1.
Med letoma 1948 in 1976 je bil zaposlen v NUK. Ustanovil je nabavni oddelek, katerega naloga je bila nakupovati in zamenjevati knjižne publikacije in pri tem teoretično opredelil in uveljavljal strokovne postopke med drugim za nakup tuje znanstvene literature, za mednarodno knjižnično izmenjavo temeljnih slovenskih del in za pridobivanje ter ocenjevanje starejših tiskov, literarnih in znanstvenih avtografov in zapuščin. Predaval je na prvem slovenskem knjižničarskem tečaju, pisal članke za revijo Knjižnica, bil je tudi aktiven v bibliografskem društvu. Nekaj časa je bil predsednik upravnega odbora, kasneje pa tudi prvi predsednik knjižničnega sveta NUK. Korespondenco med njim in pomembnimi Slovenci, ki se je nabrala v času njegovega založniškega in knjigarniškega delovanja, je podaril ali pridobil za rokopisni oddelek Narodne in univerzitetne knjižnice.
Leta 1971 je prejel najvišje slovensko bibliotekarsko odličje: Čopovo diplomo.
 
Jože Žužek je umrl 6. julija 1982 v prometni nesreči.